# Store Restrup
 For alternative betydninger, se Store Restrup Herregård.
Store Restrup er en landsby i det nordlige Himmerland med 199 indbyggere (2008), beliggende 2 km øst for Sønderholm, 3 km vest for Frejlev, 9 km øst for Nibe og 14 km sydvest for Aalborg. Landsbyen hører til Aalborg Kommune og ligger i Region Nordjylland.
Store Restrup hører til Sønderholm Sogn. Sønderholm Kirke ligger i den østlige ende af Sønderholm.

## Faciliteter
- De yngste børn kan komme i vuggestue eller børnehave i St. Restrup Skovbørnehus, der består af to integrerede privatejede institutioner ude i naturen 2 km fra hinanden.[1] De ældre børn går i Sønderholm Skole.
- Store Restrups forsamlingshus kaldes "Friskolen", fordi den faktisk var friskole i 40 år indtil den bukkede under i 1970'erne. Huset kan rumme 70 personer.
- Den tidligere Store Restrup herregårds hovedbygning er nu hotel med værelser, restaurant og konferencecenter.

## Historie

### Herregården
Landsbyen Store Restrup er opstået ved Store Restrup Herregård. Restrup nævnes første gang i 1314. Den nuværende hovedbygning er opført i 1723. I 1800-tallet blev "Store" føjet til navnet, så det blev til "Store Restrup" og ikke kunne forveksles med Lille Restrup ved Ålestrup.
I 1897 blev 900 tønder land udstykket til husmandsbrug, og i 1912 blev der på 1086 tønder land oprettet yderligere 60 ejendomme.
Området har bevaret sin struktur med små landbrugsejendomme.
På hovedparcellen blev der i 1912 åbnet en husholdnings- og landbrugshøjskole under navnet Store Restrup Husmandsskole. Den blev i 1970 omdannet til folkehøjskole. I løbet af 1970'erne blev den overtaget af folk med rødder i den revolutionære venstrefløj og blev kendt som en af de "røde højskoler" i Danmark. Den blev nedlagt i 1990.

### Jernbanen
Store Restrup fik i 1944 trinbræt på Aalborg-Hvalpsund Jernbane. Det fik ikke stor betydning for det lå 1½ km sydvest for landsbyen. Her passerer "Bjergbanestien"", der på de 10 km mellem Svenstrup og Nibe er anlagt på banens tracé med små undtagelser. Der var ingen perron, så der er ingen rester af trinbrættet, og det er faktisk usikkert hvor det lå. Banen steg kraftigt fra Tostrup trinbræt til Sønderholm Station, og damplokomotiver havde svært ved at starte op ad bakke. Så en teori, der støttes af tjenestekøreplanerne, er at togene standsede oppe for enden af stigningen, når de kørte mod Nibe, men nærmere ved Store Restrup et stykke nede ad bakken, når de kørte mod Aalborg.

### Husmandskolonien
Husmandskoloniens højdepunkt var 50 års jubilæet i 1962. Festen i riddersalen på højskolen blev transmitteret i Danmarks Radio. Landbrugsminister Karl Skytte holdt hovedtalen og roste de 50 mønsterbrug. De var seværdigheder, som der kom gæster i busser fra alle egne af landet for ar se.
Men i 1970'erne lukkede ikke kun friskolen, også Restrup Mølle og tømrerforretningen. Fællesmekaniseringen var på vej til at dø. Købmandsbutikken lukkede som detailforretning, men fortsatte en tid som grovfoderforretning.
Flere og flere af koloniens husmænd afhændede besætningerne. I 2000 var der ikke flere malkekøer og grise, og kun en enkelt familie levede af landbrug.
Men de fleste af husmandskoloniens 50 ejendomme er blevet attraktive boliger for nye familier.